# Loboc
Loboc é um município de  quarta classe de renda municipal (d) na província Bohol, nas Filipinas. De acordo com o censo de 1 de maio  de  2020 possui uma população de 17 418 pessoas e 3 958 domicílios.